# 1984년 동계 올림픽 미국 선수단
1984년 동계 올림픽 미국 선수단은 유고슬라비아 사라예보에서 개최된 1984년 동계 올림픽에 참가한 올림픽 미국 선수단이다.

## 메달리스트
| 메달   | 이름                        | 종목          | 세부종목    |
| ------ | --------------------------- | ------------- | ----------- |
| 금메달 | 빌 존슨                     | 알파인 스키   | 남자 활강   |
| 금메달 | 필 메어                     | 알파인 스키   | 남자 회전   |
| 금메달 | 데비 암스트롱               | 알파인 스키   | 여자 대회전 |
| 금메달 | 스콧 해밀턴                 | 피겨 스케이팅 | 남자 싱글   |
| 은메달 | 스티브 메어                 | 알파인 스키   | 남자 회전   |
| 은메달 | 크리스틴 쿠퍼               | 알파인 스키   | 여자 대회전 |
| 은메달 | 로잘린 섬너스               | 피겨 스케이팅 | 여자 싱글   |
| 은메달 | 키티 캐러터스 피터 캐러터스 | 피겨 스케이팅 | 페어        |

## 아이스하키

### 남자부
팀 로스터(엔트리)
- 마르크 베흐렌드
- 스코트 버그스테드
- 밥 브루크
- 크리스 첼리오스
- 마르크 푸스코
- 스코트 푸스코
- 스티븐 그리피트
- 파울 게이
- 존 해링턴
- 톰 허슈
- 알 이에프라테
- 데이비드 A. 젠슨
- 데이비드 H. 젠슨
- 마르크 컴펠
- 패트 라폰테이니
- 밥 메이슨
- 코레이 밀른
- 에드 올크지크
- 게리 샘프슨
- 필 베르초타

수석 코치: 루 베이로 & 팀 테일러

## 스피드 스케이팅
- 보니 블레어
- 케이티 클레어
- 메리 닥터
- 잔 골드만
- 에릭 헨릭센
- 마르크 허크
- 댄 젠슨
- 마르크 미첼
- 코니 패러스케빈
- 리디아 스테판스
- 낸시 스와이더
- 닉 토메츠
- 마이크 우즈

## 참조
- 올림픽 공식 리포트보관됨 2011-11-26 - 웨이백 머신 (PDF 파일)
- 공식 올림픽 리포트 보관됨 2012-02-04 - 웨이백 머신
- “올림픽 메달리스트”. 국제 올림픽 위원회. 2009년 6월 22일에 확인함.